# Kawasaki 250 S1
Das Motorradmodell Kawasaki 250 S1 wurde es von 1970 bis 1976 vom japanischen Hersteller Kawasaki gebaut. In Japan wurde sie 250-SS benannt, und in den USA bekam sie den Zusatz Mach I.

## Geschichte und Technik
1971 erschien die 250 S1 Mach I auf dem Markt. Sie ersetzte die 250 Samurai A1 mit einem Zweizylinder und Drehschieber-Einlass-Steuerung seitlich, die 31 PS (25 kW) bei 8.000 min−1  produziert hatte.
Die 250 S1 wurde von einem luftgekühlten Dreizylinder-Reihenmotor mit 120 Grad Hubversatz angetrieben. Die Kolbenkanten steuerten den Einlass. Um eine Überhitzung des mittleren Zylinders vorzubeugen, wurden die äußeren Kühlrippen so geformt, dass ihn zusätzliche Luft erreichte. Der Motor hatte eine kontaktlose elektronische Zündung und drei Mikuni-Vergaser. Ein schmaler Rückgratrohrrahmen mit zwei Unterzügen bildete die Basis des Motorrads, eine Teleskopgabel und eine zweiarmige Hinterradschwinge nahmen die Räder mit Reifen in der Dimension 3.00–18 (vorne) und 3.25–18 (hinten) auf. Verzögert wurde das Vorderrad mit einer 180-mm-Duplex-Trommelbremse, hinten mit einer 180 mm Simplex-Bremse. Ab 1976, mit der KH 250 B-1, wurde vorne eine Scheibenbremse eingebaut. 
Gut erhaltene Exemplare der 250 S1 werden heute für über 3.500 Euro angeboten, der Preis betrug damals (1971) 3.490 DM.
Generalimporteur der Kawasaki-Motorräder für Deutschland war von 1969 bis 1975 die Firma Detlev Louis in Hamburg.

## Modellversionen
- 1971/72 S-1 (Farbe: Pearl Weiß mit blau+grünen Streifen und Pearl Candy Rot mit gelb+blauen Streifen auf dem Tank), Trommelbremse (vorne).
- 1973 S-1-A (Farbe: Candy Orange, Candy Gold und Candy Blau), mit kleinerem Heckbürzel und Chrom-Schutzblech (vorne).
- 1974 S-1-B (Farbe: Candy Grün), mit kleinerem Heckbürzel, geändertem Tank und Seitendeckel. Mit hydraulischem Lenkungsdämpfer statt Reibungsdämpfer.
- 1975 S-1-C (Farbe: Halibut Blau), mit breiteren Reifen 3.25-18 und 3.50-18
- 1976 KH-250 A-5 (Farbe: Candy Super Rot mit weißen Streifen auf dem Tank)
- 1976 KH-250 B-1 (Farbe: Candy Super Rot und Candy Sky Blau), mit hydraulisch betätigter Scheibenbremse
- 1977 KH-250 B-2 (Farbe: Candy Wein Rot und Candy Orient Blau), Drosselung auf 26 PS
- 1978 KH-250 B-3 (Farbe: Candy Limonen Grün mit gelben Streifen und Candy Kobalt Blau mit weißen Streifen)
- 1979 KH-250 B-4 (Farbe: Candy Limonen Grün und Classic Weiß, jeweils mit schwarzem Streifen und schwarzen Seitendeckel)
- 1980 KH-250 B-5 (Farbe: Racing Limonen Grün mit schwarzem+weißem Streifen) und KH-Aufdruck seitlich auf der Sitzbank

## Produktion-Übersichtstabelle
| Jahr   | 250 S1 | KH250  |
| 1970   | 6      |        |
| 1971   | 2.865  |        |
| 1972   | 8.270  |        |
| 1973   | 4.135  |        |
| 1974   | 9.169  |        |
| 1975   | 3.641  | 5.965  |
| 1976   | 400    | 8.664  |
| 1977   |        | 7.143  |
| 1978   |        | 4.495  |
| 1979   |        | 2.963  |
| 1980   |        | 200    |
| Gesamt | 28.486 | 29.430 |